# Låt sommaren gunga dig
Låt sommaren gunga dig var en hit med Carina Jaarneks orkester 1996. Den låg på Svensktoppen i 11 veckor under perioden 24 augusti-2 november 1996, med tredjeplats som högsta placering.
Sanna Nielsen spelade 1998 in den på engelska, som "I Love the Summertime", och då släpptes den på singel.

### Fotnoter
1. ↑  ”Svensktoppen”. Svensktoppen. 26 februari 1996. http://sverigesradio.se/Diverse/AppData/Isidor/files/2023/3492.txt. Läst 27 oktober 2012.
2. ↑  ”Lasse Stefanz nya CD blir en vinnare”. Aftonbladet. 14 juli 1998. http://wwwc.aftonbladet.se/noje/kronikor/dans/dans980714.html. Läst 27 oktober 2012.